# Polyrhachis weissi
Polyrhachis weissi é uma espécie de formiga do gênero Polyrhachis, pertencente à subfamília Formicinae.